# Championnats d'Europe de ski-alpinisme 2009
Navigation
Édition précédente Édition suivante
Les Championnats d'Europe de ski-alpinisme 2009 (italien : Campionati Europei di Sci alpinismo 2009) se sont tenus à Alpago, Italie, du 19 au 24 février 2009.
La compétition est organisée par l'International Ski Mountaineering Federation (ISMF), organisation successeur de l'International Council for Ski Mountaineering Competitions (ISMC).

## Résultats

### Classements par nations et médailles
(tous âge confondu)
| Rang | Pays               | Vertical Race | Vertical Race | Vertical Race     | Vertical Race      | Relais | Relais        | Relais            | Relais             | Par équipe | Par équipe    | Par équipe        | Par équipe         | Individuel | Individuel    | Individuel        | Individuel         |              |
| Rang | Pays               | Points        | Médaille d'or | Médaille d'argent | Médaille de bronze | Points | Médaille d'or | Médaille d'argent | Médaille de bronze | Points     | Médaille d'or | Médaille d'argent | Médaille de bronze | Points     | Médaille d'or | Médaille d'argent | Médaille de bronze | Total points |
| 1    | Italie             | 3292          | 1             | 3                 | 2                  | 800    | 3             |                   |                    | 1731       | 2             | 1                 | 1                  | 1920       | 3             | 3                 | 2                  | 7743         |
| 2    | France             | 3380          | 1             | 1                 | 2                  | 696    |               |                   | 2                  | 753        |               |                   |                    | 1940       | 2             | 1                 | 1                  | 6769         |
| 3    | Espagne            | 3179          | 3             | 1                 | 1                  | 715    |               | 1                 |                    | 1221       |               |                   |                    | 1593       | 1             |                   |                    | 6708         |
| 4    | Suisse             | 2845          | 3             |                   | 1                  | 745    |               | 2                 | 1                  | 1242       |               | 1                 |                    | 1602       | 1             | 2                 | 2                  | 6434         |
| 5    | République tchèque | 1567          |               | 1                 |                    | 377    |               |                   |                    | 990        |               |                   |                    | 933        |               |                   |                    | 3867         |
| 6    | Norvège            | 921           |               |                   | 1                  | 474    |               |                   |                    | 1938       |               |                   |                    | 758        |               |                   | 1                  | 3191         |
| 7    | Allemagne          | 1548          |               | 1                 | 1                  | 374    |               |                   |                    | 579        |               |                   |                    | 480        | 1             |                   |                    | 2981         |
| 8    | Autriche           | 1267          |               | 1                 |                    | 258    |               |                   |                    | 414        |               |                   |                    | 853        |               | 1                 |                    | 2792         |
| 9    | Andorre            | 866           |               |                   |                    | 237    |               |                   |                    | 1107       |               |                   | 1                  | 521        |               |                   |                    | 2731         |
| 10   | Pologne            | 1017          |               |                   |                    | 374    |               |                   |                    | 501        |               |                   |                    | 653        |               | 1                 | 1                  | 2545         |
| 11   | Grèce              | 983           |               |                   |                    | 207    |               |                   |                    | 465        |               |                   |                    | 534        |               |                   |                    | 2189         |
| 12   | Slovénie           | 586           |               |                   |                    | 210    |               |                   |                    | 573        |               |                   |                    | 354        |               |                   |                    | 1723         |
| 13   | Bulgarie           |               |               |                   |                    |        |               |                   |                    | 600        |               |                   |                    | 971        |               |                   |                    | 1571         |
| 14   | Royaume-Uni        | 243           |               |                   |                    |        |               |                   |                    | 525        |               |                   |                    | 256        |               |                   |                    | 1024         |
| 15   | Slovaquie          | 320           |               |                   |                    |        |               |                   |                    |            |               |                   |                    | 210        |               |                   | 1                  | 530          |
| 16   | Danemark           | 159           |               |                   |                    |        |               |                   |                    |            |               |                   |                    | 110        |               |                   |                    | 269          |

### Vertical race
Évènement couru le 20 février 2009
Liste des 10 meilleurs participants:
| Rang               | Participant               | Temps total |
| ------------------ | ------------------------- | ----------- |
| Médaille d'or      | Roberta Pedranzini        | 42 min 55 s |
| Médaille d'argent  | Mireia Miró Varela        | 43 min 25 s |
| Médaille de bronze | Francesca Martinelli      | 43 min 45 s |
| 4                  | Laëtitia Roux             | 44 min 00 s |
| 5                  | Nathalie Etzensperger     | 45 min 19 s |
| 6                  | Sophie Dusautoir Bertrand | 45 min 55 s |
| 7                  | Gemma Arró Ribot          | 46 min 00 s |
| 8                  | Gloriana Pellissier       | 46 min 36 s |
| 9                  | Michaela Eßl              | 47 min 22 s |
| 10                 | Séverine Pont-Combe       | 47 min 50 s |

| Rang               | Participant            | Temps total |
| ------------------ | ---------------------- | ----------- |
| Médaille d'or      | Kílian Jornet Burgada  | 35 min 51 s |
| Médaille d'argent  | Tony Sbalbi            | 36 min 09 s |
| Médaille de bronze | Yannick Buffet         | 36 min 48 s |
| 4                  | Manfred Reichegger     | 37 min 09 s |
| 5                  | Grégory Gachet         | 37 min 13 s |
| 6                  | Damiano Lenzi          | 37 min 21 s |
| 7                  | Javier Martín de Villa | 37 min 42 s |
| 8                  | Florent Troillet       | 37 min 51 s |
| 9                  | Florent Perrier        | 37 min 52 s |
| 10                 | Sébastien Epiney       | 37 min 53 s |

### Relais
Évènement couru le 21 février 2009
Liste des 10 meilleures équipes de relais:
| Rang               | Équipe                                         | Temps total |
| ------------------ | ---------------------------------------------- | ----------- |
| Médaille d'or      | Pedranzini/G. Pellissier/Martinelli            | 31 min 50 s |
| Médaille d'argent  | Magnenat/Etzensperger/Pont-Combe               | 32 min 22 s |
| Médaille de bronze | Lathuraz/C. Favre/Roux                         | 34 min 13 s |
| 4                  | Arró Ribot/Zubizarreta Guerendiain/Miró Varela | 35 min 14 s |
| 5                  | Tveite Bystøl/Brakstad Orset/Ryste             | 36 min 29 s |

| Rang               | Équipe                                                            | Temps total |
| ------------------ | ----------------------------------------------------------------- | ----------- |
| Médaille d'or      | Holzknecht/Reichegger/Brunod/Lenzi                                | 34 min 41 s |
| Médaille d'argent  | Martín de Villa/Vendrell Martínez/Pérez Brunicardi/Jornet Burgada | 35 min 04 s |
| Médaille de bronze | Troillet/Marti/Ecoeur/Bruchez                                     | 35 min 33 s |
| 4                  | Wieland/Klocker/Bader/Fasser                                      | 36 min 25 s |
| 5                  | D. Blanc/Bonnet/Premat/Sbalbi                                     | 37 min 32 s |
| 6                  | Casals Rueda/Albós Cavaliere/Vilana Díaz/Capdevila Romero         | 38 min 20 s |
| 7                  | Berger/Hovdenak/Tronvoll/Eriksrud                                 | 38 min 23 s |
| 8                  | Zachwieja/Żebracki/Wargocki/Bargiel                               | 38 min 56 s |
| 9                  | Steurer/Schuster/Strobel/Lex                                      | 39 min 20 s |
| 10                 | Duch/Štantejský/Jan Hepnar/Jos. Hepnar                            | 40 min 33 s |

### Par équipes
Évènement couru le 22 février 2009
Liste des 10 meilleures équipes:
| Rang               | Équipe                              | Temps total     |
| ------------------ | ----------------------------------- | --------------- |
| Médaille d'or      | Martinelli/Pedranzini               | 2 h 57 min 52 s |
| Médaille d'argent  | Magnenat/Etzensperger               | 3 h 08 min 43 s |
| Médaille de bronze | Tudel Cuberes/Dusautoir Bertrand    | 3 h 15 min 44 s |
| 4                  | Miró Varela/Zubizarreta Guerendiain | 3 h 17 min 20 s |
| 5                  | Clos/Lunger                         | 3 h 31 min 32 s |
| 6                  | Ryste/Tveite Bystøl                 | 3 h 39 min 05 s |
| 7                  | Formánková/Bánská                   | 4 h 07 min 07 s |

| Rang               | Équipe                         | Temps total     |
| ------------------ | ------------------------------ | --------------- |
| Médaille d'or      | Eydallin/Trento                | 2 h 24 min 11 s |
| Médaille d'argent  | Holzknecht/Giacomelli          | 2 h 27 min 20 s |
| Médaille de bronze | Reichegger/D. Brunod           | 2 h 29 min 18 s |
| 4                  | Buffet/Gachet                  | 2 h 29 min 38 s |
| 5                  | Martín de Villa/Jornet Burgada | 2 h 30 min 17 s |
| 6                  | Pellicier/Perrier              | 2 h 33 min 21 s |
| 7                  | Ecoeur/Marti                   | 2 h 35 min 03 s |
| 8                  | Pedrini/Lanfranchi             | 2 h 38 min 12 s |
| 9                  | Ginier/Farquet                 | 2 h 39 min 28 s |
| 10                 | Pérez Brunicardi/Bes Ginesta   | 2 h 40 min 29 s |

### Single race
Évènement couru le 24 février 2009
Liste des 10 meilleurs participants:
| Rang               | Participante              | Temps total     |
| ------------------ | ------------------------- | --------------- |
| Médaille d'or      | Roberta Pedranzini        | 2 h 21 min 03 s |
| Médaille d'argent  | Francesca Martinelli      | 2 h 23 min 31 s |
| Médaille de bronze | Gloriana Pellissier       | 2 h 27 min 20 s |
| 4                  | Nathalie Etzensperger     | 2 h 29 min 07 s |
| 5                  | Mireia Miró Varela        | 2 h 30 min 47 s |
| 6                  | Gabrielle Magnenat        | 2 h 31 min 35 s |
| 7                  | Laëtitia Roux             | 2 h 35 min 11 s |
| 8                  | Sophie Dusautoir Bertrand | 2 h 35 min 44 s |
| 9                  | Michaela Eßl              | 2 h 40 min 33 s |
| 10                 | Corinne Clos              | 2 h 43 min 19 s |

| Rang               | Participant            | Temps total     |
| ------------------ | ---------------------- | --------------- |
| Médaille d'or      | Yannick Buffet         | 2 h 00 min 21 s |
| Médaille d'argent  | Manfred Reichegger     | 2 h 00 min 34 s |
| Médaille de bronze | Lorenzo Holzknecht     | 2 h 01 min 47 s |
| 4                  | Florent Perrier        | 2 h 02 min 15 s |
| 5                  | Javier Martín de Villa | 2 h 03 min 31 s |
| 6                  | Didier Blanc           | 2 h 05 min 31 s |
| 7                  | Marcel Marti           | 2 h 07 min 19 s |
| 8                  | Yannick Ecoeur         | 2 h 07 min 47 s |
| 9                  | Denis Trento           | 2 h 08 min 06 s |
| 10                 | Grégory Gachet         | 2 h 08 min 10 s |

### Combiné
Classement combiné suivant les résultats des courses individuelles, par équipes et en Vertical Race.
Liste des 10 meilleurs participants:
| Rang               | Participante                    |
| ------------------ | ------------------------------- |
| Médaille d'or      | Roberta Pedranzini              |
| Médaille d'argent  | Francesca Martinelli            |
| Médaille de bronze | Nathalie Etzensperger           |
| 4                  | Mireia Miró Varela              |
| 5                  | Gabrielle Magnenat              |
| 6                  | Sophie Dusautoir Bertrand       |
| 7                  | Izaskun Zubizarreta Guerendiain |
| 8                  | Corinne Clos                    |
| 9                  | Bodil Ryste                     |
| 10                 | Marit Tveite Bystøl             |

| Rang               | Participant             |
| ------------------ | ----------------------- |
| Médaille d'or      | Yannick Buffet          |
| Médaille d'argent  | Manfred Reichegger      |
| Médaille de bronze | Lorenzo Holzknecht      |
| 4                  | Javier Martín de Villa  |
| 5                  | Grégory Gachet          |
| 6                  | Florent Perrier         |
| 7                  | Didier Blanc            |
| 8                  | Manuel Pérez Brunicardi |
| 9                  | Nejc Kuhar              |
| 10                 | Johann Wieland          |